# 花非花 (歌曲)
花非花為中国作曲家黄自据白居易词创作的歌曲。

## 歌词
|                      | 花非花，霧非霧，夜半來，天明去，來如春夢無多時，去似朝雲無覓處。 花非花，霧非霧。夜半來，天明去。來如春夢幾多時，去似朝雲無覓處。 |
| ——《全唐詩》卷四三五 | |

## 改編歌曲
以下歌曲均取材自黄自的曲
- 《每一個晚上》：林子祥主唱、林振強填詞
- 《花非花》廖雋嘉主唱填詞（專輯: 鋼琴女生）
- F.I.R. 飛兒樂團亦有歌曲《花非花》收錄於其專輯《第六章【亞特蘭提斯】》

劇集《花非花霧非霧》中，曾出現2個版本的同名歌曲,均取材自黄自的曲：
- 第一個版本為劇中華心四朵花的代表性歌曲，是劇中最重要的插曲之一，當中火花與浪花和煙花更憑此曲而相認；
- 第二個版本為該劇54集大結局中法國合唱團唱的版本。